# Lavandeira, Beira Grande e Selores
Lavandeira, Beira Grande e Selores (oficialmente: União das Freguesias de Lavandeira, Beira Grande e Selores) é uma freguesia portuguesa do município de Carrazeda de Ansiães, com 36,39 km² de área e 337 habitantes (censo de 2021). A sua densidade populacional é 9,3 hab./km².

## Demografia
A população registada nos censos foi:
| Distribuição da População por Grupos Etários | Distribuição da População por Grupos Etários | Distribuição da População por Grupos Etários | Distribuição da População por Grupos Etários | Distribuição da População por Grupos Etários | Distribuição da População por Grupos Etários |
| -------------------------------------------- | -------------------------------------------- | -------------------------------------------- | -------------------------------------------- | -------------------------------------------- | -------------------------------------------- |
| Antes da agregação                           |                                              |                                              |                                              |                                              |                                              |
| Ano                                          | 0-14 anos                                    | 15-24 anos                                   | 25-64 anos                                   | >= 65 anos                                   | Total                                        |
| 2001                                         | 42                                           | 72                                           | 250                                          | 185                                          | 549                                          |
| 2011                                         | 37                                           | 28                                           | 219                                          | 163                                          | 447                                          |
| Após a agregação                             |                                              |                                              |                                              |                                              |                                              |
| Ano                                          | 0-14 anos                                    | 15-24 anos                                   | 25-64 anos                                   | >= 65 anos                                   | Total                                        |
| 2021                                         | 17                                           | 23                                           | 130                                          | 167                                          | 337                                          |